# Диаконские двери

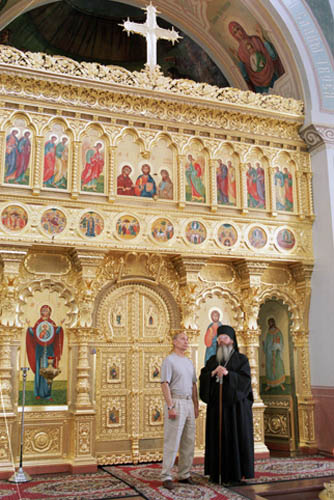
Открытая диаконская дверь в алтарь

Южная и северная двери в иконостасе (врата) — расположенные в нижнем (местном) ряду православного иконостаса боковые проемы, ведущие в алтарную часть храма. Обычно это две одностворчатые двери по сторонам от главных двустворчатых царских врат, а в небольших храмах или приделах — одна дверь сбоку.
В большом храме (при наличии боковых апсид) левая северная (понома́рская) дверь ведет к жертвеннику или, как говорили раньше, в жертвенник, правая южная (диа́коновская) — в диаконник (ризницу).

## Название
Также их называют малые врата, боковые двери иконостаса, диаконовская и пономарская дверь (врата), двери диаконника и жертвенника. Прилагательное «диаконовская» может использоваться во множественном числе (диаконовские двери) и употребляться в отношении обеих врат, не только южной; также оно может иметь формы «дьяконская» и «дьяконовская». Реже аналогичным образом используется множественное число «пономарские двери». Северная дверь часто включала в себя сюжеты с изображением рая и поэтому также могла называться «райской» (ныне не употребляется).
|                                                                                                  |                                                                                   |
| Северная дверь - (левая) - пономарская дверь - дверь к жертвеннику, в жертвенник - райская дверь | Южная дверь - (правая) - диаконовская дверь - дверь в дьяконник - дверь в ризницу |
| малые врата, боковые двери иконостаса                                                            |                                                                                   |

Схема православного храма

По указанию «Православной энциклопедии», диаконовские врата названы так поскольку через них во время службы диаконы многократно выходят на солею для произнесения ектений.
Однако архиепископ Вениамин (Краснопевков) в своем труде «Новая Скрижаль, или Объяснение о Церкви, о Литургии и о всех службах и утварях церковных» (1908 год) подробно пишет о них, опровергая это мнение.
«Южные двери называются диаконскими не потому, чтобы ими выходили и входили одни только диаконы; но от диаконника, куда вели эти двери. Правда, диаконы для перенесения в алтарь священных сосудов и прочей утвари имели близкий из диаконника вход; но когда они выносили народу благословенный хлеб (антидор) или Богоявленскую воду (…), то всегда выходили из южных дверей. Притом издревле на диакона возложена была обязанность наблюдать за благочинием народа, стоящего в храме; для исполнения сей обязанности они выходили всегда южными дверьми (…) Итак, от диаконника и по должности, отправляемой диаконами, южные двери, которые им собственно и вверялись, называются диаконскими».
«Северные двери иногда называются пономарскими не потому, чтобы одни пономари ими входили и выходили: часто диаконы и священники в служении ими ходят, особенно в малом и великом выходах; но эти двери пономарскими называются потому, что вещи, за ними находящиеся, как то: уголья, вода, свечи, вверялись хранению пономарей, о чем подробнее увидим в отделе, где будет говориться о поставлении их, и сами двери северные вверялись хранению пономарей».

## Характеристика

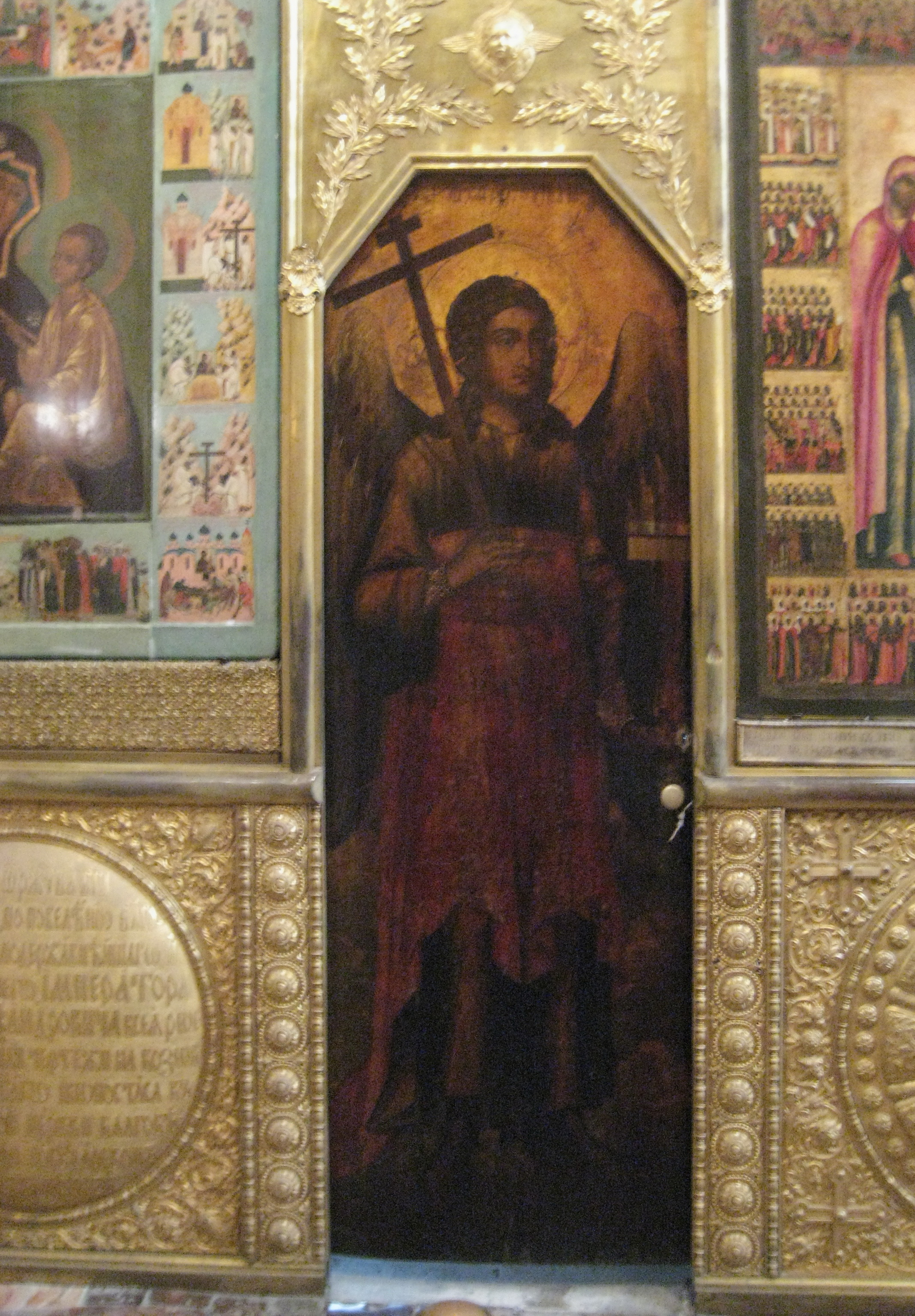
«Архангел Уриил» (Архангельский собор Московского Кремля)

В отличие от царских врат, входить в которые могут только священнослужители и лишь во время богослужения, это — «служебные» двери для входа в алтарь церковнослужителей и духовенства в богослужебное и в не богослужебное время; в особых случаях — и мирян. Северную дверь используют в начале службы. А южной дверью пользуются более утилитарно — например, для входа в алтарь перед службой, для хозяйственных нужд, для уборки внутри алтаря.

Одним из первых свидетельств о «дверях жертвенника» является послание Киприана Московского (конец XIV века).
Как правило, их дверное полотно иконописное, в редком случае отсутствия дверной доски проем может занавешиваться красной тканью (занавесом, как в византийских храмах).

### Иконография
Как правило, иконы, служащие дверьми, представляют крупную единую деревянную доску.
На ней обычно изображаются в рост:
- Святые диаконы: обычно диакон Стефан и архидиакон Лаврентий (или Стефан и Филипп Диакон).
- Архангелы (обычно Гавриил и Михаил; реже Уриил и Рафаил)
- Первосвященники Аарон и Моисей
- Другие святые опционально, возможно, в зависимости от посвящения храма

На несколько клейм разделяются доски другой иконографии — Ветхозаветные события, рассказывающие об утерянном рае (обычно северная дверь). Это были сцены, напоминавшие о потерянном рае, о грядущем наказании за грехи, о тщете земной суеты. Как правило, делились на 3 уровня.
- 1-й уровень (небесные райские обители):
  - Лоно Авраама
    - Благоразумный разбойник[10] — в числе присутствующих в Лоне Авраамовом (отдельной иконой — на северных дверях; см. его иконографию)

  - Горний Иерусалим (Апокалипсис апостола Павла)
  - Богоматерь на троне
- 2-й уровень (ветхозаветный рай)
  - Сотворение Адама и Евы. Первые люди предстоят пред Господом.
  - Изгнание из рая. Плач о потерянном Рае
- 3-й уровень (мир)
  - «Рыдание над гробом с умершим» или «Зрю во гробе и ужасаюсь…» — смерть и оплакивание (Надгробное рыдание). Изображен гроб с умершим и монахи. Литературной основой сюжета послужил текст покаянного стиха «Зрю тя, гробе», которого монахи совершали в память по усопшим. Сцена получила широкое распространение в искусстве новгородских, среднерусских и северных земель во второй половине XVI столетия и нередко помещалась на южных вратах дьяконника, который, согласно постановлениям Стоглава 1551 года, был местом заупокойных служб. Однако и в это время, особенно в северных регионах, они нередко исполнялись в жертвеннике. Композиция иллюстрирует тексты Синодика и Слова Григория Двоеслова о пользе молитв за усопших, особенно в 3, 9, 40 день[11] («3 дни человек изминится зрака своего; 9 же дни создание распадается, храняему дивному сердцу до четыредесятого дни; 40 же дни то погибнет. Человеци, того мететеся. Путь краток есть, им же точем, и прах вмале оудаляется, а вскоре погибает. Тому Христу Богу нашему возопием: Господи, помилуй нас»). Она может сопровождаться надписью: «Духовная моя братия и спостницы, не забудите мене, егда молитеся, видевше мой гроб, поминайте мою любовь и молитесь, да учинит дух мой с праведными».
  - Притча об исхождении души праведника и грешника, «Отход души праведной» и «Отход души грешной» (редкий сюжет). Может быть изображен старец со львом, который ведет старца к одру умирающих праведника и грешника и мирянин на одре, над которым склонились ангелы, принимающие его светлую душу. У его изголовья изображен царь Давид с гуслями, а за ним — другие праведники. А рядом — одр с возлежащим на нем монахом, над которым стоит архангел, ударяющий его трезубцем в шею; внизу, у изголовья — посланцы из ада с мешком, в который они ловят душу грешного[4].
  - Наказание грешных (редкий сюжет)
  - Убиение Захарии, Даниил во рву львином, Три отрока в пещи огненной (редкие сюжеты)

| - Лоно Авраамова (и Благоразумный разбойник сбоку) - Грехопадение и изгнание из рая - Надгробное рыдание |  | - Горний Иерусалим - Ветхозаветный Рай - Убиение Захарии |  | - Богоматерь на троне - Лоно Авраамово - Три отрока в пещи огненной - Даниил во рву львином |  |